# تلمبه بر آفتاب شیردانی
تلمبه بر آفتاب شیردانی یک منطقهٔ مسکونی در ایران است که در دهستان هنگام (قیر و کارزین) واقع شده‌است. تلمبه بر آفتاب شیردانی ۲۴ نفر جمعیت دارد.